# Мінський Григорій Семенович
Григор́ій Семе́нович Мі́нський (* 13 квітня 1912, Одеса — † 29 грудня 2011, Київ) — український живописець, член Спілки художників УРСР — 1956, 2010 — заслужений художник України. Нагороджений орденами Червоної Зірки, Вітчизняної війни, «За мужність», медалями.

## Біографія
1936 року закінчив Одеський художній інститут — майстерня Павла Волокидіна, в 1936—1941 навчався, 1947-го захистив дипломну роботу — Київський — по класу Олексія Шовкуненка.
Учасник німецько-радянської війни.
Жив і працював в Києві. 1950 року взяв участь у республіканській виставці. Протягом 1975—1983 років брав участь у щорічних міжнародних виставках сучасного радянського живопису — галерея «Гекоссо», 1980 — виставка в Греції та участь в меморіалі Айвазовського. 1982 року експонувався в Італії, 1984 — Канада, «Український пейзаж». Того ж 1984-го брав участь у виставці, присвяченій 40-річчю звільнення Києва від нацистських загарбників. 1989 року на виставці «Ветерани війни про війну і мир», експонувалася серія його фронтових замальовок 1943-1944-х.
1998 року відбулася персональна виставка — 65 картин, в Національному художньому музеї України, 2007 — в галереї «Мистець».
20 січня 2010 року за вагомий особистий внесок у справу консолідації українського суспільства, розбудову демократичної, соціальної і правової держави та з нагоди Дня Соборності України надано звання «Заслужений художник України» .
Похований на Байковому кладовищі.
Дочка — Мінська-Лельчук Марина Григорівна, також художниця.

## Творчість
Автор ліричних пейзажів — ландшафтних, міських, промислових: натюрмортів, тематичних картин. Роботи Мінського представлені в Київській національній картинній галереї, інших музеях України, приватних колекціях. Серед його робіт:
- «Пісня про Батьківщину», 1949 (спільно з Олександром Кержнером);
- «Запізнилися», 1950 — зберігається в експозиції Воронцовського палацу (Алупка)
- «Улюблений урок», 1950, надрукована в журналі «Піонерія»
- «Біля Аврори», 1967
- «Старий солат», 1970
- «Скирда», 1970
- «Золота осінь», 1971
- «Кримський пейзаж. Бухта А.Чехова», 1972
- «Льотчиця», 1973
- «Школярі на лижній прогулянці», 1974
- «Прифронтовий полустанок», 1974
- «День Перемоги», 1979
- «Біля причалу», 1980 — Феодосійська картинна галерея ім. Айвазовського
- «Золота осінь», 1985
- «Травень 1945-го», 1986
- «Зимовий ранок», 1988
- «Камені на узбережжі»
- «Останній сніг»
- «Старий солдат»
- «У Голосіївському лісі»
- «Вечоріє»
- «Ранковий туман»
- «Зимовий ранок у Седневі»
- «Зимовий день»
- «Зимовий вечір»